# Usine Fiat-Cassino
L'usine Alfa Romeo de Cassino (ex Fiat Cassino) est une usine du groupe automobile Stellantis, implantée sur la commune Piedimonte San Germano, tout près de la ville de Cassino. Construite par le groupe Fiat Auto, elle a été inaugurée en 1971. Elle dispose d'une capacité de production de plus de 250 000 automobiles par an avec une cadence quotidienne de 1.084 véhicules par jour avec un taux de robotisation parmi les plus élevés du monde. L'usine de Cassino a déjà produit plus de 7.000.000 de voitures particulières depuis sa mise en service.

## Historique
Cette nouvelle usine, mise en service en 1972, était destinée à seconder les sites de Mirafiori et de Rivalta, toutes deux situées dans la banlieue de Turin, pour la production des automobiles Fiat en Italie. Construite sur un terrain de 200 ha, les ateliers de production couvrent une surface de 400 000 m2. Comme l'ensemble des usines du groupe Fiat, l'usine de Cassino a été conçue par le service ingénierie interne de Fiat, Fiat Engineering.
L'usine a commencé son activité avec la production de la petite Fiat 126, dont le succès à l'exportation fut important. Cette voiture sera ensuite produite en Pologne dans la filiale Fiat Polski. La Fiat 126 sera le seul modèle en production jusqu'en 1978, lorsque Fiat décida de transférer toute la production de cette micro voiture dans son usine polonaise de Tichy.
En 1978, Fiat lança la Fiat Ritmo qui fut produite à Cassino. Pour ce faire, Fiat avait expérimenté dans son usine de Rivalta le système Robogate, conçu et commercialisé par sa filiale COMAU. La nouvelle ligne de production spécialement conçue pour le modèle Ritmo et ses futurs dérivés, Regata et Regata SW, rendait automatiques toutes les opérations du cycle d'assemblage, assurées par une multitude de robots multibras. La gamme Regata fut lancée en production au début de l'année 1983. L'usine de Cassino se spécialisa donc dans la production de voitures de la gamme moyenne supérieure. L'usine occupait alors 9 500 salariés.
Une profonde restructuration de l'usine et du processus de production fut opérée en 1988 avec un investissement de plus de deux mille milliards de lires, soit plus de deux milliards d'euros (2011). Cet investissement était rendu nécessaire pour lancer la production de la Fiat Tipo et ses futurs dérivés. La Fiat Tipo disposait d'une carrosserie entièrement en acier galvanisé. L'usine de Cassino atteignit ainsi une capacité de production de 1 000 voitures par jour, ce qui fut presque trop faible au regard de la demande globale de ce modèle. Avec la Tipo, Fiat inaugurait également une plus grande intégration et partage de composants au sein de sa très large gamme. L'utilisation de composants identiques à l'intérieur de l'habitacle avait jusqu'alors été refusé chez Fiat mais cela étant quasiment devenu une règle chez ses concurrents que le constructeur turinois s'y plia et cela lui permit de réduire les coûts. Peu après, Fiat lança la gamme Fiat Tempra comprenant les versions berline, station-wagon et commerciale baptisée Marengo, qui utilisaient des éléments identiques : plateforme, moteurs, portières, suspensions et de nombreux composants mécaniques et de finition qui équipaient la gamme Tipo.
La production de ces deux voitures moyennes supérieures pris fin en 1995 pour la Tipo et 1996 pour la Tempra SW alors que Fiat lançait ses remplaçantes, la gamme Fiat Bravo, Fiat Brava et Fiat Marea avec ses versions berline, SW et Marengo.
En 2000, l'usine de Cassino bénéficia d'une nouvelle restructuration complète avec le remplacement des lignes de production par de nouvelles installations encore plus robotisées, dédiées à la future Fiat Stilo. L'ancien système automatisé Robogate est remplacé par un nouveau système robotisé OpenGate qui garantit une plus grande rentabilité et une meilleure qualité des assemblages des carrosseries. La production passa ainsi à 250 000 véhicules par an. L’investissement s'éleva à 700 millions d'€uros et la production de la Fiat Stilo débuta au cours des premiers jours de l'année 2001 pour s'achever en 2008.
En 2003, pour le 35e anniversaire de l'usine, la voiture no 6 000 000 sortit des chaînes de montage. En 2005, Fiat aménagea une seconde ligne de production dédiée à la nouvelle Fiat Croma II, dont la fabrication fut arrêtée le 31 décembre 2010.
Après l'arrêt de la production de la Stilo, l'usine connut un ralentissement dans le rythme de production en raison de la crise connue par les constructeurs automobiles au début des années 2000. Cette crise passagère prit fin avec le lancement de la Croma en 2005. L'usine fut même agrandie pour faire place à la ligne de production de la nouvelle Fiat Bravo II en 2007, qui remplaça la Stilo. En 2008, Fiat fit produire sur la même ligne polyvalente, la nouvelle Lancia Delta II. En mars 2010, en plus des deux voitures produites, vint s'ajouter la nouvelle Alfa Romeo Giulietta, basée sur la plateforme Compact. En 2010, la Giulietta est produite à plus de 30 000 exemplaires pour une production prévue de 100 000 exemplaires en 2011. La capacité maximale journalière de l'usine en 2010 est de 1 084 voitures par jour travaillé. En août 2011, l'usine de Cassino employait 4 800 salariés.

## Liste des modèles produits à Cassino

### Modèle en cours de production
| Photo | Marque     | Modèle       | Début de fabrication |
| ----- | ---------- | ------------ | -------------------- |
|       | Alfa Romeo | Giulia (952) | 2016                 |
|       | Alfa Romeo | Stelvio      | 2016                 |
|       | Maserati   | Grecale      | 2022                 |

### Modèles produits de 1972 à 2020
| Photo         | Marque     | Modèle           | Dates       | Exemplaires produits            |
| ------------- | ---------- | ---------------- | ----------- | ------------------------------- |
|               | Fiat       | 126              | 1972 - 1978 | 1 352 912 (Cassino + Desio)     |
|               | Fiat       | 131              | 1974 - 1983 | 1 513 800 (Mirafiori + Cassino) |
|               | Fiat       | Ritmo            | 1978 - 1988 | 2 044 393 (Cassino + Rivalta)   |
|               | Fiat       | Regata           | 1983 - 1990 | 822 000 (Mirafiori + Cassino)   |
| senza_cornice | Fiat       | Regata Weekend   | 1984 - 1990 | 822 000 (Mirafiori + Cassino)   |
|               | Fiat       | Tipo             | 1988 - 1995 | 1 905 276                       |
|               | Fiat       | Tempra           | 1990 - 1996 | 669 221                         |
|               | Fiat       | Tempra Weekend   | 1990 - 1996 | 669 221                         |
|               | Fiat       | Bravo            | 1995 - 2001 | 1 235 086                       |
|               | Fiat       | Brava            | 1995 - 2001 | 1 235 086                       |
|               | Fiat       | Marea            | 1999 - 2003 |                                 |
|               | Fiat       | Marea Weekend    | 1999 - 2003 |                                 |
|               | Fiat       | Stilo 3 porte    | 2001 - 2006 | 769 000                         |
|               | Fiat       | Stilo 5 porte    | 2001 - 2006 | 769 000                         |
|               | Fiat       | Stilo Multiwagon | 2003 - 2008 | 769 000                         |
|               | Fiat       | Croma (194)      | 2005 - 2010 | 133 668                         |
|               | Fiat       | Bravo (198)      | 2007 - 2014 | 349 691                         |
|               | Lancia     | Delta (844)      | 2008 - 2014 | 140 845                         |
|               | Alfa Romeo | Giulietta (940)  | 2010 - 2020 | 482 150                         |